# Мятлик расставленный
Мятлик расставленный (лат. Poa remota)  — вид рода Мятлик (Poa) семейства Злаки (Poaceae).

## Ботаническое описание
Реликтовый вид. Многолетнее травянистое растение высотой 60—100 см. Корневище короткое, ползучее. Стебли прямостоячие, шероховатые, толщиной 3—5 мм.
Листья не жёсткие, плоские, недлинно-заострённые, 5—10 мм длиной, ярко-зелёного цвета, с тупым язычком. Влагалища нижних листьев сильно сплюснутые с боков, с широким килем; влагалища верхних листьев более чем до половины своей длины замкнутые.
Соцветие  — раскидистая метёлка пирамидальной формы с тонкими шероховатыми веточками, густо усаженными мелкими шипиками. Колоски зелёного цвета, 3—3,5 мм длиной, расположены в верхней части веточек; на каждом колоске находится два — три цветка. Цветковые чешуи острые, узколанцетовидные. Нижняя чешуя узкая, матовая, 3—5 мм длиной, опушённая по килю и краевым жилкам. Каллус имеет пучок длинных тонких волосков. Цветёт в июне, плодоносит в июле.
Плод  — зерновка.

## Экология и распространение
Обитает вид у ручьев, болот, на болотистых лугах, в сырых лесах и полянах, среди зарослей кустарника в поймах рек.
В России встречается на Кавказе, в Сибири, в европейской части.
За рубежом обитает в Средней Европе, Скандинавии, Малой Азии, Китае
, Монголии.

## Охранный статус
Занесён в Красные книги Архангельской области, Красноярского края, Татарстана, Коми, Иркутской области, Томской области, Владимирской области, Липецкой области, Тульской области. Ранее включался в Красные книги Кемеровской и Рязанской областей.

## Синонимы
По данным The Plant List вид имеет следующие синонимы:
- Glyceria norvegica Sommer.
- Glyceria remota (Forsell.) Fr.
- Hydropoa remota (Forsell.) Dumort.
- Molinia remota (Forsell.) Hartm.
- Panicularia remota (Forsell.) Kuntze
- Poa asiaeminoris H.Scholz & Byfield
- Poa chaixii var. remota (Forsell.) K. Richt.
- Poa molinioides Trin. ex Trautv.
- Poa sudetica var. remota (Forsell.) Fr.